# Nîjni Otrojkî, Djankoi
Nîjni Otrojkî (în ucraineană Нижні Отрожки) este un sat în comuna Prostorne din raionul Djankoi, Republica Autonomă Crimeea, Ucraina.

## Demografie
Componența lingvistică a localității Nîjni Otrojkî
     Rusă (50%)
     Tătară crimeeană (40,7%)
     Ucraineană (8,14%)
     Alte limbi (0,58%)
Conform recensământului din 2001, majoritatea populației localității Nîjni Otrojkî era vorbitoare de rusă (50%), existând în minoritate și vorbitori de tătară crimeeană (40,7%) și ucraineană (8,14%).